# Tees Barrage
Die Tees Barrage ist eine umfangreiche wasserbauliche Anlage am River Tees zwischen Stockton-on-Tees und Middlesbrough in der Region North East England. Sie umfasst ein Stauwehr mit einer Straßen- und einer Fußgängerbrücke sowie einer Schleuse mit Kontrollturm und einer Slipanlage. Dazu gehört eine Fischtreppe und als touristische Attraktion eine künstliche Wildwasserstrecke mit vier großen archimedischen Schrauben und ein Gerüst zum Seilklettern.
Die 100 ha große Anlage und der Fluss oberhalb des Stauwehrs wird von dem Canal & River Trust verwaltet. Der Fluss unterhalb des Stauwehrs untersteht PD Ports, die die Freizeitschifffahrt möglichst vom Industriehafen Teesport fernhalten will und deshalb Gebühren für die Benutzung des Flusses verlangen.
An die Anlage schließt sich das Naturschutzgebiet Portrack Marsh Nature Reserve mit verschiedenen Teichen an. Am Südufer wurde die Maze Park Nature Reserve  eingerichtet.

## Stauwehr
Das zu einer Industriebrache verkommene Gelände an dem gezeitenabhängigen River Tees wurde ab dem Ende der 1980er Jahre von der Teesside Development Corporation nach den Plänen des Generalplaners, der ehemaligen Tarmac plc, revitalisiert. Am 26. Juli 1990 wurde dazu die gesetzliche Genehmigung erteilt. Es war damals eines der größten Bauprojekte der öffentlichen Hand in Großbritannien.
Das wichtigste Bauwerk des Projektes ist ein regulierbares Stauwehr, das rund 17 km des Flusses dauerhaft auf den Wasserstand des Mittleren Hochwassers aufstaut und dadurch in einen Süßwasserfluss verwandelt. Gleichzeitig trennt es diesen Flussabschnitt von dem tidenabhängigen Brackwasser unterhalb des Stauwehrs und verhindert, dass die Abwässer der dortigen Industrie wie in der Vergangenheit von den Gezeiten flussaufwärts gespült werden. Außerdem dient es dem Hochwasserschutz der flussaufwärts liegenden Gebiete.
Das 70 m lange Stauwehr hat einen 32 m breiten und 5 m dicken Betonsockel. Es wird von zwei runden Pavillons eingerahmt, in denen sich die Steuerung der Stauwehrklappen, die Verwaltung der Anlage und andere Büros befinden. Die Pavillons haben einen Durchmesser von 10 m. Drei mächtige Betonpfeiler unterteilen das Stauwehr in vier Abschnitte, in denen 14 m breite, 8 m hohe und rund 50 Tonnen schwere stählerne Klappen den Wasserstand regulieren.

## Brücke
Beide Ufer werden durch eine 160 m lange und 8,20 m breite Straßenbrücke verbunden, die die Zufahrt zu einem Hotel und einer Sportanlage auf der Nordseite des Flusses ermöglichen. Das von Arup und Napper Architects entworfene Bauwerk überbrückt (von Süd nach Nord) die Uferstraße Navigation Way und den Schleusenkanal, das von den beiden Pavillons eingerahmte Stauwehr sowie die Fischtreppe, den daneben liegenden Weg zur Wildwasserstrecke und deren Einlaufkanal. Ihr mittlerer Teil besteht aus vier Bögen aus stählernen Rohren, die sich auf die Betonpfeiler des Stauwehrs und an den Wänden der beiden Pavillons abstützen und die Betonplatte des Fahrbahnträgers tragen. Die Bögen sind 5 m hoch und haben eine Stützweite von je 17,50 m. In den beiden benachbarten Abschnitte der Brücke stehen je zwei identische Bögen.
Ihre Ringe in den Zwickeln erinnern an die ähnlichen Ringe der Iron Bridge, der ersten eisernen Brücke der Welt, die danach von der Wearmouth-Brücke über die Gusseisenbrücke in Laasan bis zur Pont du Carrousel, Paris und schließlich der Puente de Isabel II in Sevilla immer wieder verwendet wurden. Aus architektonischen Gründen wurden auch die Geländer der Straßenbrücke und der Fußgängerbrücke mit solchen Ringen gestaltet.

## Fußgängerbrücke
Besucher des Stauwehrs und der Wildwasseranlage werden getrennt vom Autoverkehr über eine eigene Fußgängerbrücke geführt. Die 2,60 m breite Balkenbrücke steht schräg unterhalb der Straßenbrücke auf dem Niveau der Mauerkrone des Stauwehrs und der Schleuse und gewährt dadurch einen Blick auf die Stauwehrklappen und die Rohrkonstruktion der Straßenbrücke. Über dem Schleusenkanal ist sie als Klappbrücke ausgeführt, über die auf die Pkws der Schleusenwärter fahren können. Ihr nördlicher Abschnitt bietet auch Kraftfahrzeugen den Zugang zu einer Landzunge mit dem Klettergerüst (Air Trail Tees Barrage) und einem Kleinen Hafenbecken.

## Schleuse
Südlich davon befindet sich eine Schleuse, deren Kammer Boote aufnehmen kann, die maximal 25 m lang, 6 m breit und 5,4 m hoch sind und einen Tiefgang von nicht mehr als 2,5 m haben. Oberhalb und unterhalb der Schleusenkammer befinden sich 30 m lange und 20 m breite Warteräume. Bei dem Pavillon befindet sich eine Klappbrücke, die auch Kraftfahrzeugen den Zugang zu der Schleuseninsel ermöglicht.

## Fischtreppe
Neben dem nördlichen Pavillon gibt es eine Fischtreppe, um die früher hier heimischen Lachse und Meerforellen wieder anzusiedeln. Sie ist mit einem Beobachtungsfenster und einem Fischzähler ausgestattet. 2011 wurde eine zusätzliche Aufstiegsmöglichkeit durch die benachbarte Wildwasserstrecke geschaffen. Die Fische benutzen aber auch den Weg durch die Schleuse und direkt über eins der Wehre.

## Wildwasseranlage
Am Nordufer befindet sich eine großzügige Grünanlage mit einer Wildwasseranlage, die vom Tees Barrage International White Water Course gemanagt wird. Seitdem die Anlage 2011 überholt wurde, hat sie neben der in einem langen Bogen verlaufenden, 250 m langen Strecke auch eine kürzere, eher gerade Strecke, die beide eine Fallhöhe von 3,7 m haben. Die Tore und Hindernisse in beiden Strecken können vielfältig geändert werden. Der lange Kanal wird durch zwei 20 m bzw. 30 m lange hölzerne Bogenbrücken überquert.
Bei Ebbe können sie allein aufgrund der Schwerkraft des Wassers betrieben werden, das die Anlage durch eine Öffnung am Flussufer wieder verlässt. Bei auflaufendem Wasser muss diese Öffnung geschlossen werden, damit schmutziges Brackwasser nicht in die Anlage gelangt.
Um die Anlage auch während diesen Zeiten betreiben zu können, wurden vier archimedische Schrauben eingebaut, die das Wasser in das obere Becken zurückpumpen. Jede der Pumpen ist 3,80 m lang, wiegt 14 Tonnen und kann 3,8 Tonnen Wasser pro Sekunde nach oben befördern. Außerhalb der Betriebszeiten und bei Ebbe können die Wildwasserkanäle auch geschlossen und das Flusswasser durch die archimedischen Schrauben in den Fluss geleitet werden, die dann Stromgeneratoren antreiben.
Dieses einfach erscheinende System ist in der Praxis wesentlich komplizierter, da es davon abhängt, dass flussaufwärts zu den entscheidenden Zeiten genügend Wasser vorhanden ist. Im Sommer 2019 konnte die Anlage nur an 7 % der Tage allein mit Schwerkraft betrieben werden. In gleicher Weise deckt der erzeugte Strom nur einen geringen Teil des gesamten Stromverbrauchs.
Neben den archimedischen Schrauben wurde ein breites Förderband eingerichtet, mit dem Kajakfahrer ohne auszusteigen wieder in das obere Becken fahren können.